# Gmina Ringe
Gmina Ringe (duń. Ringe Kommune) była w latach 1970-2006 (włącznie) jedną z gmin w Danii w okręgu Fionii (Fyns Amt).
Siedzibą władz gminy było miasto Ringe.
Gmina Ringe została utworzona 1 kwietnia 1970 na mocy reformy podziału administracyjnego Danii. Po kolejnej reformie w 2007 r. weszła w skład gminy Faaborg-Midtfyn.

## Dane liczbowe
- Liczba ludności: (♀ 5529 + ♂ 5648) = 11 177
  - wiek 0-6: 8,3%
  - wiek 7-16: 13,7%
  - wiek 17-66: 63,0%
  - wiek 67+: 15,0%
- zagęszczenie ludności: 73,1 osób/km² (2004)
- bezrobocie: 4,7% osób w wieku 17-66 lat
- cudzoziemcy z UE, Skandynawii i USA: 105 na 10 000 osób
- cudzoziemcy z krajów Trzeciego Świata: 123 na 10 000 osób
- liczba szkół podstawowych: 5 (liczba klas: 57)